# Nowlū
Nowlū (persiska: نولو) är en ort i Iran.   Den ligger i provinsen Ardabil, i den nordvästra delen av landet, 500 km nordväst om huvudstaden Teheran. Nowlū ligger 417 meter över havet och antalet invånare är 150.
Terrängen runt Nowlū är huvudsakligen kuperad. Nowlū ligger nere i en dal som går i nord-sydlig riktning. Runt Nowlū är det ganska tätbefolkat, med 58 invånare per kvadratkilometer. Närmaste större samhälle är Abīsh Aḩmad, 18,8 km väster om Nowlū. Trakten runt Nowlū består i huvudsak av gräsmarker.